# Hermann Bleßmann
Hermann Bleßmann (* 23. Februar 1862 in Göttingen; † 25. November 1919 in Hannover) war ein deutscher Bürgermeister.

## Biografie
Bleßmann stammte aus Göttingen, studierte dort und war ein Jurist sowie danach Syndikus von Geestemünde. Er wurde 1889 als Nachfolger von Heinrich Rabien Bürgermeister von Geestemünde mit damals 15.426 Einwohnern. In seiner Amtszeit fuhr 1891 erstmals die Straßenbahn Bremerhaven als Pferdebahn auf der Georgstraße, eine weitere Schule wurde 1892 am Schiffdorferdamm eröffnet, das neue Rathaus wurde 1894 an der damaligen Bahnhofstraße (heute Klußmannstraße) eingeweiht und es entstand 1896 die Fischhalle I.

Ihm folgte 1899 als Bürgermeister Wilhelm Klußmann im Amt.

## Ehrungen
Die Bleßmannstraße, eine Querstraße der Rheinstraße, wurde nach ihm benannt.